# Carla Campra
Pour les articles homonymes, voir Campra.
Carla Campra, née le 16 avril 1999 à Barcelone (Espagne), est une actrice espagnole.
Elle a obtenu une reconnaissance publique précoce pour son rôle dans la série 90-60-90, diario secreto de una adolescente.

## Biographie
Née en 1999 à Barcelone, Carla Campra déménage des années plus tard avec sa famille à Boadilla del Monte. Elle a un frère aîné, Guillermo, également dédié à la comédie.
Son premier rôle dans un long métrage est dans le drame de 2007 Atlas de geografía humana (es), alors qu'elle fait ses débuts à la télévision en 2008 avec une performance mineure dans la série Cazadores de hombres (es). Elle joue dans plus de 40 épisodes de la série télévisée Yo soy Bea, jouant Paloma jeune, et elle décroche ensuite un rôle principal dans la série 90-60-90, diario secreto de una adolescente qui fait progresser sa carrière d'actrice. Elle fait des apparitions en tant qu'invitée dans des séries telles que Le Secret (El secreto de Puente Viejo), Centro médico (es) et El hombre de tu vida (es) a suivi,. Campra joue également dans La otra mirada et Señoras del (H)AMPA,. Outre un rôle principal dans la deuxième partie du téléfilm La duquesa en tant qu'Eugenia Martínez de Irujo, ses crédits de film incluent des performances dans le film pour enfants El sueño de Iván, le film d'horreur Verónica et dans le thriller Everybody Knows (2018), dans lequel elle joue la fille de Laura, rôle tenu par Penélope Cruz.
En 2020, Campra rejoint le casting du feuilleton quotidien Acacias 38 pour jouer Daniela, rejoignant plus tard la production de la série de thrillers fantastiques Netflix Feria.

## Filmographie

### Télévision
| Année     | Titre                                       | Rôle                              | Remarques                                | Ref    |
| --------- | ------------------------------------------- | --------------------------------- | ---------------------------------------- | ------ |
| 2008–2009 | Yo soy Bea                                  | Paloma                            | Principal                                | [ 8 ]  |
| 2009      | 90-60-90, diario secreto de una adolescente | Julia                             | Principal                                | [ 11 ] |
| 2011      | La duquesa (es) (Partie II)                 | Eugenia Martínez de Irujo (jeune) | Principal. Deuxième partie d'un téléfilm | [ 5 ]  |
| 2011-2012 | L'Aigle rouge (Águila Roja)                 | Infante Marguerite                | Rôle d'invité                            | [ 7 ]  |
| 2018-2019 | La otra mirada                              | Flavie                            |                                          | [ 5 ]  |
| 2019      | Terreur.app                                 | Blanche                           | Principal                                | [ 12 ] |
| 2019–2020 | Señoras del (h)AMPA                         | Élisabeth                         | Récurrent                                | [ 13 ] |
| 2020      | Acacias 38                                  | Daniela                           | Principal                                | [ 9 ]  |
| 2020      | 30 Coins                                    | Girouette                         | Invité. Épisode 2: "Ouija"               | [ 14 ] |
| 2021      | La templanza                                | Soledad Montalvo (jeune)          |                                          | [ 15 ] |
| 2022      | Feria : La luz más oscura                   | Sofia                             | Principal                                | [ 16 ] |
| 2022      | Sur l'autel de la famille (Sagrada familia) | Aïtana                            |                                          | [ 17 ] |

### Film
| Année | Titre                             | Rôle           | Réalisateur       | Remarques  | Ref    |
| ----- | --------------------------------- | -------------- | ----------------- | ---------- | ------ |
| 2007  | Atlas de geografía humana (es)    | Clara          | Azucena Rodríguez |            |        |
| 2011  | El sueño de Iván (es)             | Paule          | Roberto Santiago  | Principal  |        |
| 2017  | Verónica                          | Diane          | Paco Plaza        | Secondaire |        |
| 2018  | Everybody Knows (Todos los saben) | Irène González | Asghar Farhadi    | Secondaire | [ 5 ]  |
| 2022  | La niña de la comunión            | Sara           | Víctor Garcia     |            | [ 18 ] |
| 2022  | La Manzana de Oro (es)            | Vanessa        | Jaime Chávarri    |            |        |

## Récompenses et distinctions
- (en) Carla Campra: Awards, sur l'Internet Movie Database